# TOZY
TOZY（トージー、1974年8月17日 ‐ ）は、日本のシンガーソングライターである。兵庫県加古川市出身。

## 来歴
幼少期から唄うことが好きで、アメリカ・北海道など、放浪の中で知り合った女性の 「あなたの唄に出会えてよかった」という言葉に衝撃をうけ、本格的に唄いはじめる。
車塗装職人として勤めていたが、27歳で退職。ライブのパフォーマンスを見た島田紳助に「喋りおもろい」と言わせるほどライブMCや、笑いと涙のライブスタイルなどから、「心の修理屋」と呼ばれている。
芸能人への楽曲提供を手掛けたほか、映画音楽や番組BGM、役者やタレント、ラジオパーソナリティーなど、音楽活動だけに留まらず、活動の場をひろげている。
「すべてはあなたの笑顔のために」の言葉をモットーに活動している。

## 人物
南明奈とスーパーマイルドセブンのデビュー曲の作曲を任され、その曲の『I belive ~夢を叶える魔法の言葉~』を完成させるために半年間アイドルの曲を研究した。後に本人は「死に物狂いで取り組んだ」と発言し、その曲が2009年6月21日のオリコンのデイリーランキングで1位になり、「自分は凡人だけど、必死になれば夢を掴めると分かった」と発言している。

## ディスコグラフィ

### ミニアルバム
1. ひねくれの凡人（2005年6月10日発売）
  1. Ain't no simple thing
  2. 花火
  3. アイコトバ
  4. 車を洗おう
  5. やさしさに包まれる場所
  6. ガード下の夢のかたまり
  7. smile
2. あたたかい人（2005年10月26日発売）
  1. あたたかい人
  2. ちいさなオレンジ
  3. 行こうよNew Orlreans
  4. 青いラブポップソング
  5. ポッケの幸せ
3. MUSIC BAKABON（2012年12月12日発売）
  1. smile
  2. イグアナ
  3. 味噌汁の詩
  4. チャラリ・ララ
  5. 信じる気持ち
  6. ずっと一緒に・・・

- DVDずっと一緒に・・・MV

### 参加CD
1. Music Film（2002年7月28日発売）
2. LOVE TAMA（2006年6月26日発売）

### DVD
1. TOZYのはじけたらんかい!!LIVE DVD（2008年3月28日発売）

## 楽曲提供

### 作曲
- I Believe 〜夢を叶える魔法の言葉〜（2009年6月17日、南明奈のスーパーマイルドセブン）
- Mr.ジゴロ（2009年10月21日、里田まい with 合田家族）
- 幸せになろう（2010年3月17日、南明奈のスーパーマイルドセブン）
- 第三の男（2010年6月23日、エアヴィジュアルバンド）
- レッド・アイ（2010年6月23日、スザンヌ×スザンぬ）
- サヨナラ/はじめの一歩（2010年8月11日、崎本大海）
- 信じる気持ち（2010年8月18日、松本康太（レギュラー）） - 沖縄県限定発売
- 負けないで（2010年9月1日、新選組リアン）
- 少し楽になりましたか（2010年11月17日、波田原西）
- 矜恃-precious word-（2011年11月23日、エアメタルバンドfeat.冠徹弥）
- 偏差値低い高校に行っているみんなへ（2011年11月23日、MUSH）

### 作詞 作曲
- サーター数え歌（2012年9月12日、サーターアンダギー）
- サーターアンダギー LIVE 2013「とりあえず解散！｣～略して“TORI-KAI(鳥会)”～|ゆいまーる（2013年4月17日、サーターアンダギー）

### 映画音楽
- 松竹映画『埼玉家族』福山功起監督作品　娘編「ハカバノート」
- 山石企画短編ドラマ「ずっと一緒に・・・」

### アニメBGM
- ｢ラブリームービー　いとしのムーコ｣BGM作曲

### 配信
- 「ちんすこうカーニバル」（サーターアンダギー）
- 「ちんすこう歌謡曲」（サーターアンダギー）
- 「ちんすこうロック」（サーターアンダギー）
- 「サーターアンダギータンゴ編」（サーターアンダギー）
- 「サーターアンダギー戦隊ヒーロー編」（サーターアンダギー）
- 「めんそーれフラメンコ」（サーターアンダギー）

### CM
- [お墓の山石「ずっと一緒に・・・」 -テレビCM ラジオCM（歌 作詞 作曲TOZY）
- パチンコ&スロットメガアリーナ枚方店 -ラジオCM（歌 作詞 作曲TOZY）
- 徳武産業ラジオCM「あゆみシューズ」サウンドロゴ（歌 作曲 TOZY)

### テーマソング
- 加古川フットボールチームバンディオンセ加古川応援歌「BAN! BAN! BAN!」(歌 げてものがかり 作曲 編曲TOZY）
- 兵庫県健康財団　結核撲滅運動イメージソング「Human Love Forever」](歌  作曲TOZY）
- 神戸NHK地球大好き環境キャンペーンソング「未来樹」（歌 作詞 作曲TOZY）

## テレビ出演
- クイズ!ヘキサゴンII(2008年9月18日、フジテレビ）
- 爆笑そっくりものまね紅白歌合戦スペシャル (2008年12月30日、フジテレビ）- 尾崎豊 モノマネ
- 紳助社長のプロデュース大作戦!(2010年6月1日、TBS）
- ピロートーク〜ベッドの思惑〜 第11話（2012年12月13日、関西テレビ） - 浮浪者 役
- 深夜のマニアックアワー（サンテレビ）第1回目~

## ラジオ出演
- キキミミ（2023年10月23日、KBS京都ラジオ）